# Marek Bakoš
Marek Bakoš (ur. 15 kwietnia 1983 w Novej Banie) – słowacki piłkarz grający na pozycji napastnika. Od 2018 roku zawodnik Spartaka Trnawa.

## Życiorys
Jest wychowankiem FC Nitra. Na sezon 2006/2007 związał się z rosyjskim klubem Szynnik Jarosław. Wystąpił wówczas w 22 spotkaniach i zdobył 3 bramki. Od 2009 roku jest piłkarzem Viktorii Pilzno, z którą sięgnął po mistrzostwo Czech 2010/2011, a wcześniej Puchar (2009) i Superpuchar (2011) Czech. W ramach kwalifikacji do Ligi Mistrzów 2011/2012 w pięciu spotkaniach zdobył 6 goli. 13 września podczas meczu fazy grupowej Ligi Mistrzów strzelił gola przeciwko BATE Borysów.